# Rieucros d'Abaïsse
Le Rieucros d'Abaïsse est une  rivière du sud-ouest de la France, sous-affluent de la Garonne par le Lot.

## Géographie
De 11,7 km de longueur, le Rieucros d'Abaïsse prend sa source dans le département de la Lozère, commune du Le Born et se jette dans le Lot en rive droite sur la commune de Mende.

### Départements et communes traversées
- Lozère : Le Born, Chastel-Nouvel, Mende.

## Principaux affluents
- Ruisseau de Salassous : 1,7 km
- Ruisseau de Rigoundès : 3,5 km
- Rieucros de Remenou : 5,1 km